# Rafael Tosta
Rafael Tosta Gomes (San Paolo, 2 aprile 1985) è un giocatore di calcio a 5 brasiliano naturalizzato italiano.

## Carriera

### Club
Portato in Italia dal presidente dell'Augusta Fabio Vella e inizialmente inserito nella formazione under 21, passa in seguito in prima squadra dove in breve tempo diventa un riferimento dello spogliatoio, tanto da essere nominato capitano. Dopo otto stagioni consecutive nell'estate 2012 lascia la formazione megarese retrocessa in serie A2 e si accorda con il Montesilvano. La parentesi abruzzese si interrompe l'estate seguente, con il giocatore che passa a titolo definitivo alla Luparense, dove ritrova i compagni Caputo, Merlim e Fabio Vella, nel frattempo diventato Direttore Generale della società padovana. La permanenza in Veneto si rivela tuttavia di breve durata in quanto il giocatore già nella sessione invernale di calciomercato si trasferisce al Catania dove rimane appena mezza stagione prima di fare ritorno al Montesilvano.

### Nazionale
In possesso della doppia cittadinanza, ha debuttato nella Nazionale di calcio a 5 dell'Italia il 24 settembre 2007 nell'incontro amichevole vinto dagli azzurri per 5-4 contro la Polonia. Nei mesi successivi viene utilizzato in altre quattro occasioni da Nuccorini per poi uscire dal giro dei convocati. Dopo due anni di assenza, è convocato dal nuovo ct Menichelli con cui disputa l'ultima partita in nazionale durante il torneo "Quattro Nazioni" giocato in Spagna nell'aprile del 2010.